# Kirby's Adventure
Kirby's Adventure is een computerspel dat werd ontwikkeld door HAL Laboratory en werd uitgegeven door Nintendo. Het spel kwam in 1993 uit voor de Nintendo Entertainment System. Later kwam het spel ook beschikbaar voor de Game Boy Advance, Wii, Nintendo 3DS en de Wii U

## Platforms
| Jaar | Platform              |
| ---- | --------------------- |
| 1993 | NES                   |
| 2007 | Virtual Console (Wii) |
| 2011 | Virtual Console (3DS) |

## Ontvangst
| Beoordeeld door                     | Platform            | Datum            | Score |
| ----------------------------------- | ------------------- | ---------------- | ----- |
| NES Times                           | NES                 | 28 mei 2007      | 100%  |
| Nintendo Land                       | NES                 | 2003             | 93%   |
| Nintendo Magazine System UK         | NES                 | juni 1993        | 93%   |
| Game Freaks 365                     | NES                 | 1 november 2007  | 86%   |
| Jeuxvideo.com                       | Wii Virtual Console | 8 september 2010 | 85%   |
| PC Gameplay (Benelux)               | Wii Virtual Console | 23 december 2011 | 80%   |
| Nintendo Life                       | Nintendo 3DS        | 18 november 2011 | 80%   |
| IGN                                 | Nintendo 3DS        | 18 november 2011 | 80%   |
| Digital Press - Classic Video Games | NES                 | 23 juli 2005     | 80%   |
| Eurogamer.de                        | Wii Virtual Console | 12 maart 2007    | 80%   |

## Kirby: Nightmare in Dream Land
In 2002 kwam een remaster uit van dit spel voor de Game Boy Advance onder de titel Kirby: Nightmare in Dream Land. Het spel heeft verbeterde graphics en ondersteuning voor multiplayer. In recensies was men positief over de presentatie en het grafische uiterlijk, enige kritiek was er op de korte speeltijd.